# Vận động viên Olympic từ Nga tại Thế vận hội Mùa đông 2018

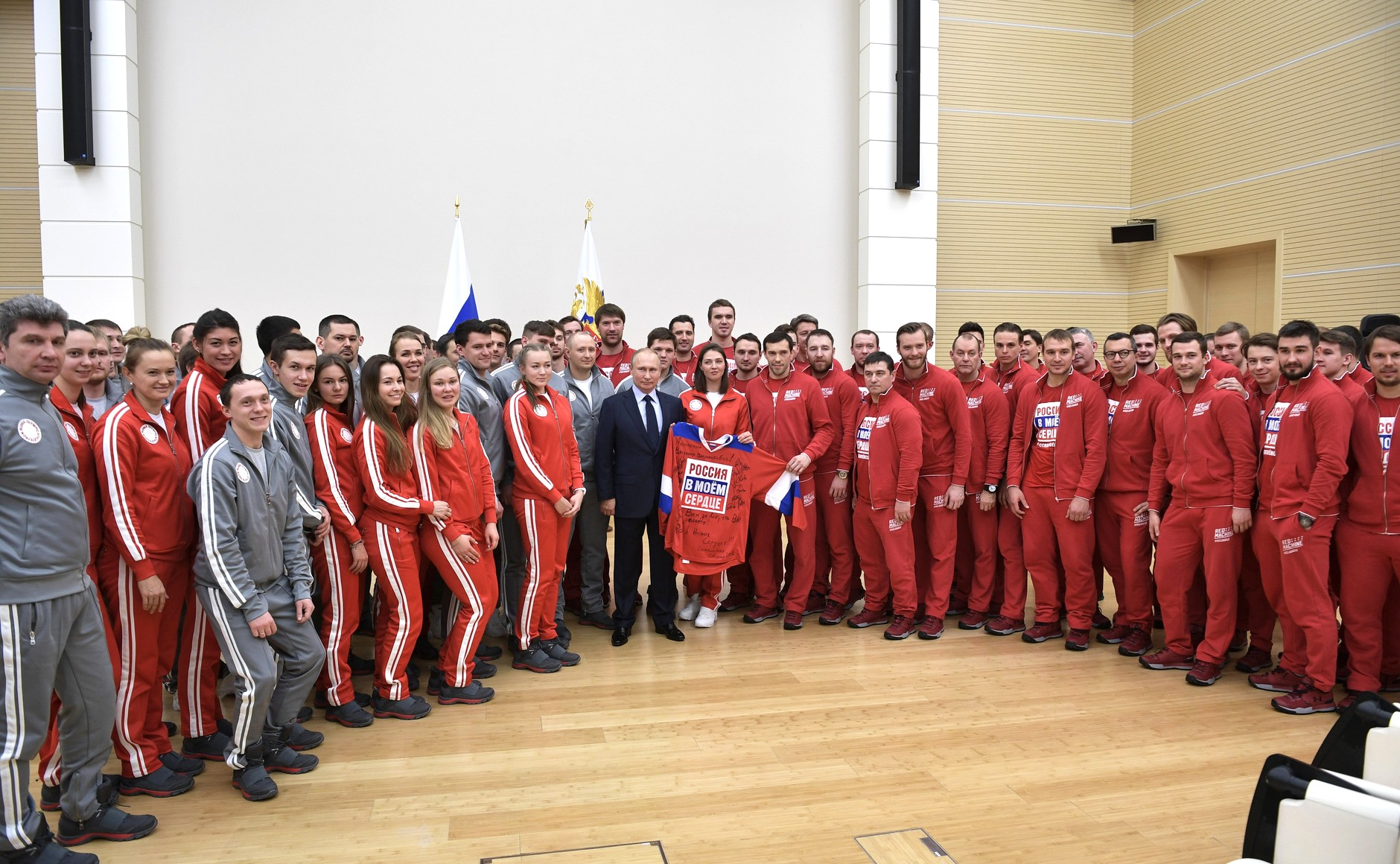
Vladimir Putin, Tổng thống Nga, cuộc gặp các vận động viên Nga vào ngày 31 tháng 1 năm 2018

Vận động viên Olympic từ Nga (OAR) (tiếng Anh: Olympics Athletes from Russia, tiếng Nga: Олимпийские спортсмены из России/Olimpiyskiye sportsmenyi iz Rossii) là danh xưng chính thức của các vận động viên Nga được phép thi đấu tại Thế vận hội Mùa đông 2018 ở Pyeongchang, Hàn Quốc dưới lá cờ Olympic.

## Các hình thức xử phạt chính thức
Vào ngày 5 tháng 12 năm 2017, IOC thông báo rằng Ủy ban Olympic Nga bị cấm tham dự Thế vận hội Mùa đông 2018. Quyết định liên quan đến sự tham gia của các vận động viên Nga trong Thế vận hội đã được thực hiện bởi IOC dựa trên những phát hiện của Ủy ban Truy vấn dưới sự chỉ đạo của Samuel Schmid. Nga có ý định kháng cáo lệnh cấm tới Tòa án Trọng tài Thể thao.
Trong quá khứ, Vladimir Putin, Tổng thống Nga, và các quan chức khác đã nói sẽ là một sự sỉ nhục đối với Nga nếu các vận động viên của họ không được phép thi đấu dưới lá cờ Nga. Tuy nhiên, phát ngôn viên của ông sau đó nói rằng không có tẩy chay nào. Sau quyết định của IOC, người đứng đầu Chechnya Ramzan Kadyrov đã thông báo rằng không có vận động viên Chechnya sẽ tham gia dưới một lá cờ trung lập. Vào ngày 6 tháng 12, Putin tuyên bố rằng chính phủ Nga sẽ không ngăn cản bất kỳ vận động viên tham gia Thế vận hội như các cá nhân, nhưng đã có những lời kêu gọi tẩy chay của các chính trị gia khác. Hiện vẫn chưa rõ liệu Nga sẽ tài trợ cho vận động viên của mình trong thời gian tới Thế vận hội hay không.

## Danh sách huy chương
| Huy chương | Tên | Môn thể thao                 | Nội dung               | Ngày       |
| ---------- | --- | ---------------------------- | ---------------------- | ---------- |
| Vàng       | Đội tuyển Khúc côn cầu nam Nga | Khúc côn cầu trên băng       | Đồng đội nam           | 25 tháng 2 |
| Vàng       | Alina Zagitova | Trượt băng nghệ thuật        | Đơn nữ                 | 23 tháng 2 |
| Bạc        | Mikhail Kolyada Evgenia Medvedeva Alina Zagitova Evgenia Tarasova Vladimir Morozov Natalia Zabiiako Alexander Enbert Ekaterina Bobrova Dmitri Soloviev | Trượt băng nghệ thuật        | Nội dung đồng đội      | 12 tháng 2 |
| Bạc        | Nikita Tregubov | Trượt băng nằm sấp           | Nam                    | 16 tháng 2 |
| Bạc        | Aleksandr Bolshunov Aleksey Chervotkin Andrey Larkov Denis Spitsov                                                                                     | Trượt tuyết băng đồng        | 4 × 10 km tiếp sức nam | 18 tháng 2 |
| Bạc        | Aleksandr Bolshunov Denis Spitsov | Trượt tuyết băng đồng        | Nước rút đồng đội nam  | 21 tháng 2 |
| Bạc        | Evgenia Medvedeva | Trượt băng nghệ thuật        | Đơn nữ                 | 23 tháng 2 |
| Đồng       | Semion Elistratov | Trượt băng tốc độ cự ly ngắn | 1500 mét nam           | 10 tháng 2 |
| Đồng       | Yulia Belorukova | Trượt tuyết băng đồng        | Nước rút nữ            | 13 tháng 2 |
| Đồng       | Aleksandr Bolshunov | Trượt tuyết băng đồng        | Nước rút nam           | 13 tháng 2 |
| Đồng       | Denis Spitsov | Trượt tuyết băng đồng        | 15 km tự do nam        | 16 tháng 2 |
| Đồng       | Natalya Voronina | Trượt băng tốc độ            | 5000 m nữ              | 16 tháng 2 |
| Đồng       | Yulia Belorukova Anna Nechaevskaya Natalia Nepryaeva Anastasia Sedova                                                                                  | Trượt tuyết băng đồng        | 4 × 5 km tiếp sức nữ   | 17 tháng 2 |
| Đồng       | Ilya Burov | Trượt tuyết tự do            | Không trung nam        | 18 tháng 2 |
| Đồng       | Sergey Ridzik | Trượt tuyết tự do            | Trượt tuyết tự do nam  | 21 tháng 2 |

| Bộ huy chương theo môn thể thao     | Bộ huy chương theo môn thể thao | Bộ huy chương theo môn thể thao | Bộ huy chương theo môn thể thao | Bộ huy chương theo môn thể thao |
| ----------------------------------- | ------------------------------- | ------------------------------- | ------------------------------- | ------------------------------- |
| Môn thể thao                        | 1                               | 2                               | 3                               | Tổng số                         |
| Khúc côn cầu trên băng đồng đội nam | 1                               | 0                               | 0                               | 1                               |
| Trượt băng nghệ thuật               | 1                               | 2                               | 0                               | 3                               |
| Trượt tuyết băng đồng               | 0                               | 2                               | 4                               | 6                               |
| Trượt băng nằm sấp                  | 0                               | 1                               | 0                               | 1                               |
| Trượt tuyết tự do                   | 0                               | 0                               | 2                               | 2                               |
| Trượt băng tốc độ cự ly ngắn        | 0                               | 0                               | 1                               | 1                               |
| Trượt băng tốc độ                   | 0                               | 0                               | 1                               | 1                               |
| Tổng số                             | 1                               | 5                               | 8                               | 14                              |

| Bộ huy chương theo ngày | Bộ huy chương theo ngày | Bộ huy chương theo ngày | Bộ huy chương theo ngày | Bộ huy chương theo ngày | Bộ huy chương theo ngày |
| ----------------------- | ----------------------- | ----------------------- | ----------------------- | ----------------------- | ----------------------- |
| Ngày                    | Ngày tháng              | 1                       | 2                       | 3                       | Tổng số                 |
| Ngày 1                  | 10 tháng 2              | 0                       | 0                       | 1                       | 1                       |
| Ngày 2                  | 11 tháng 2              | 0                       | 0                       | 0                       | 0                       |
| Ngày 3                  | 12 tháng 2              | 0                       | 1                       | 0                       | 1                       |
| Ngày 4                  | 13 tháng 2              | 0                       | 0                       | 2                       | 2                       |
| Ngày 5                  | 14 tháng 2              | 0                       | 0                       | 0                       | 0                       |
| Ngày 6                  | 15 tháng 2              | 0                       | 0                       | 0                       | 0                       |
| Ngày 7                  | 16 tháng 2              | 0                       | 1                       | 2                       | 3                       |
| Ngày 8                  | 17 tháng 2              | 0                       | 0                       | 1                       | 1                       |
| Ngày 9                  | 18 tháng 2              | 0                       | 1                       | 1                       | 2                       |
| Ngày 10                 | 19 tháng 2              | 0                       | 0                       | 0                       | 0                       |
| Ngày 11                 | 20 tháng 2              | 0                       | 0                       | 0                       | 0                       |
| Ngày 12                 | 21 tháng 2              | 0                       | 1                       | 1                       | 2                       |
| Ngày 13                 | 22 tháng 2              | 0                       | 0                       | 0                       | 0                       |
| Ngày 14                 | 23 tháng 2              | 1                       | 1                       | 0                       | 2                       |
| Ngày 15                 | 24 tháng 2              |                         |                         |                         |                         |
| Ngày 16                 | 25 tháng 2              | 1                       |                         |                         | 1                       |
| Tổng số                 | Tổng số                 | 2                       | 5                       | 8                       | 15                      |

## Vận động viên
Dưới đây là danh sách số đối thủ cạnh tranh có thể tham gia vào đại hội thể thao mỗi môn thể thao/phân môn.
| Môn thể thao                 | Nam | Nữ | Tổng số |
| ---------------------------- | --- | -- | ------- |
| Trượt tuyết đổ đèo           | 3   | 2  | 5       |
| Hai môn phối hợp             | 2   | 2  | 4       |
| Xe trượt lòng máng           | 6   | 4  | 10      |
| Trượt tuyết băng đồng        | 7   | 5  | 12      |
| Bi đá trên băng              | 1   | 6  | 7       |
| Trượt băng nghệ thuật        | 7   | 8  | 15      |
| Trượt tuyết tự do            | 10  | 12 | 22      |
| Khúc côn cầu trên băng       | 25  | 23 | 48      |
| Trượt băng nằm ngửa          | 7   | 1  | 8       |
| Hai môn phối hợp Bắc Âu      | 1   | 0  | 1       |
| Trượt băng tốc độ cự ly ngắn | 3   | 4  | 7       |
| Trượt băng nằm sấp           | 2   | 0  | 2       |
| Trượt tuyết nhảy xa          | 4   | 4  | 8       |
| Trượt ván trên tuyết         | 9   | 7  | 16      |
| Trượt băng tốc độ            | 1   | 2  | 3       |
| Tổng số                      | 88  | 80 | 168     |